# Puracé (Cauca)
Pour les articles homonymes, voir Puracé.
Puracé est une municipalité située dans le département de Cauca, en Colombie.

## Géographie

### Hydrographie
Le Río Cauca prend sa source sur le territoire de Puracé.

## Personnalités liées à la municipalité
- Tomás Cipriano de Mosquera (1798-1878) : président de la République mort à Puracé.